# Титово милосердие
«Титово милосердие» — трагедия русского писателя Якова Княжнина, написанная в 1777 и впервые поставленная на сцене в 1779 году. Была опубликована в 1787 году.
В основу пьесы лёг классический сюжет о добродетельном римском императоре Тите, прежде использованный Дю Беллуа (трагедия «Тит») и Пьетро Метастазио (оперное либретто «Милосердие Тита»). Главный герой узнаёт о заговоре против него и приговаривает заговорщиков к смерти, но позже выясняется, что зачинщицей мятежа была влюблённая в Тита Вителлия. Император, выслушав признание девушки, всех прощает.
Исследователи называют «Титово милосердие» «первой русской музыкальной трагедией». Эту пьесу очень благосклонно приняла императрица Екатерина II, рассчитывавшая, что в Тите зрители и читатели увидят её черты. Однако Княжнин изображает главного героя как более последовательного поборника идеи справедливого и просвещённого правления.